# Cppcheck
Cppcheck ist ein Programm zur statischen Codeanalyse für die Programmiersprachen C und C++. Es wird aktiv entwickelt und unter der GNU General Public License veröffentlicht. Es unterstützt eine Vielzahl von Tests und ist in der Lage, nicht-standardisierten Code zu überprüfen.

## Funktionen
Cppcheck unterstützt eine Reihe von statischen Tests, die von Compilern nicht oder nur teilweise durchgeführt werden, wie z. B.:
- Array-Überläufe
- Ressourcen- und Speicherlecks
- Benutzung veralteter Funktionen[4]
- Verwendung von Funktionen, die nicht threadsicher sind
- falsche Benutzung der Standard Template Library
- Ungenauigkeiten beim Aufruf von C-Standardbibliotheksfunktionen, z. B. verdächtige Formatstrings bei printf-Funktionen
- inkorrekte Ausnahmebehandlung
- verschiedene Geschwindigkeits- und Stiloptimierungen
- fehlerhafte Verwendung von Zeigervariablen
- uninitialisierte Variable
- „verdächtige“ Ausdrücke, wie z. B. Semikolon hinter Bedingung

## Verbreitung
Das Programm wird von einigen Linux-Distributionen verteilt und mitentwickelt und existiert sowohl eigenständig als auch in Form von Plug-ins für verschiedene Entwicklungsumgebungen:
- Code::Blocks
- CodeLite[7]
- Eclipse[8]
- Jenkins[9]
- Visual Studio (über das Plug-in Cppcheck add-in[10])
- PlatformIO
- KDevelop

Außer der Version für die Kommandozeile existiert eine grafische Benutzeroberfläche basierend auf Qt.
Cppcheck wird in einigen großen Projekten eingesetzt und hat bereits geholfen, Fehler zu finden und zu beseitigen. Dazu gehören unter anderem der Linux-Kernel, OpenOffice.org und LibreOffice, Debian und MPlayer.